# بویره
بویره (به عربی: البویرة) یک منطقهٔ مسکونی در الجزایر است که در ناحیه البویره واقع شده‌است. بویره ۱۲۷٫۵۵ کیلومتر مربع مساحت و ۳۰۷٬۹۸۷ نفر جمعیت دارد و ۸۷ متر بالاتر از سطح دریا واقع شده‌است.